# Hylinae
A Hylinae a levelibéka-félék (Hylidae) családjának legnépesebb alcsaládja. Több száz faj tartozik ide, melyek Észak- és Dél-Amerikában, Európában, India kivételével Ázsiában és Afrikában a Szaharától északra élnek.

## Nemek
- Atlantihyla Faivovich, Pereyra, Luna, Hertz, Blotto, Vásquez-Almazán, McCranie, Sánchez, Baêta, Araujo-Vieira, Köhler, Kubicki, Campbell, Frost, Wheeler & Haddad, 2018
- Bromeliohyla Faivovich, Haddad, Garcia, Frost, Campbell & Wheeler, 2005
- Charadrahyla Faivovich, Haddad, Garcia, Frost, Campbell & Wheeler, 2005
- Dryophytes Fitzinger, 1843 (20 sp.)
- Duellmanohyla Campbell & Smith, 1992
- Ecnomiohyla Faivovich, Haddad, Garcia, Frost, Campbell & Wheeler, 2005
- Exerodonta Brocchi, 1879
- Hyla Laurenti, 1768
- Hypsiboas
- Isthmohyla Faivovich, Haddad, Garcia, Frost, Campbell & Wheeler, 2005
- Megastomatohyla Faivovich, Haddad, Garcia, Frost, Campbell & Wheeler, 2005
- Plectrohyla Brocchi, 1877
- Ptychohyla Taylor, 1944
- Quilticohyla Faivovich, Pereyra, Luna, Hertz, Blotto, Vásquez-Almazán, McCranie, Sánchez, Baêta, Araujo-Vieira, Köhler, Kubicki, Campbell, Frost, Wheeler & Haddad, 2018
- Rheohyla Duellman, Marion & Hedges, 2016
- Sarcohyla Duellman, Marion & Hedges, 2016
- Smilisca Cope, 1865
- Tlalocohyla Faivovich, Haddad, Garcia, Frost, Campbell & Wheeler, 2005
- Triprion  Cope, 1866